# Thổ Bình
Thổ Bình là một xã thuộc huyện Lâm Bình, tỉnh Tuyên Quang, Việt Nam.

## Địa lý
Xã Thổ Bình nằm ở phía nam huyện Lâm Bình, có vị trí địa lý:
- Phía đông giáp xã Phúc Sơn
- Phía tây giáp xã Minh Quang và xã Hồng Quang
- Phía nam giáp xã Minh Quang và xã Phúc Sơn
- Phía bắc giáp xã Bình An và thị trấn Lăng Can.

Xã có diện tích 68,78 km², dân số năm 2011 là 5.077 người, mật độ dân số đạt 74 người/km².

## Hành chính
Xã Thổ Bình được chia thành các thôn xóm: Nà Cọn, Bản Piát, Nà Vài, Bản Pước, Bản Phú, Vằng Áng, Nà Mỵ, Nà Bó, Tân Lập, Lũng Piát.

## Lịch sử
Trước đây, xã Thổ Bình thuộc huyện Chiêm Hóa.
Ngày 28 tháng 1 năm 2011, Chính phủ ban hành Nghị quyết số 07/NQ-CP. Theo đó, chuyển toàn bộ 6.877,77 ha diện tích tự nhiên và 5.077 người của xã Thổ Bình về huyện Lâm Bình mới thành lập.